# Port de Hong Kong
Le Port Victoria de Hong Kong (chinois : 香港港口 ; pinyin : Xiānggǎng Gǎngkǒu ; litt. « Port de Hong Kong ») est situé en bordure de la mer de Chine méridionale, sur l'océan Pacifique. Il s'agit de l'un des plus importants ports de commerce et de voyageurs dans le monde. Il a bénéficié de la croissance économique de Hong Kong aux XIXe et XXe siècles, lorsque le territoire était colonie britannique. Il est ainsi devenu dans la seconde moitié du XXe siècle, l'un des trois principaux ports mondiaux de commerce. Depuis sa rétrocession à la Chine en 1997, le port de Hong Kong connaît une croissance plus modérée à cause de l'émergence d'autres ports chinois majeurs comme Shanghai, devenu no 1.

## Localisation

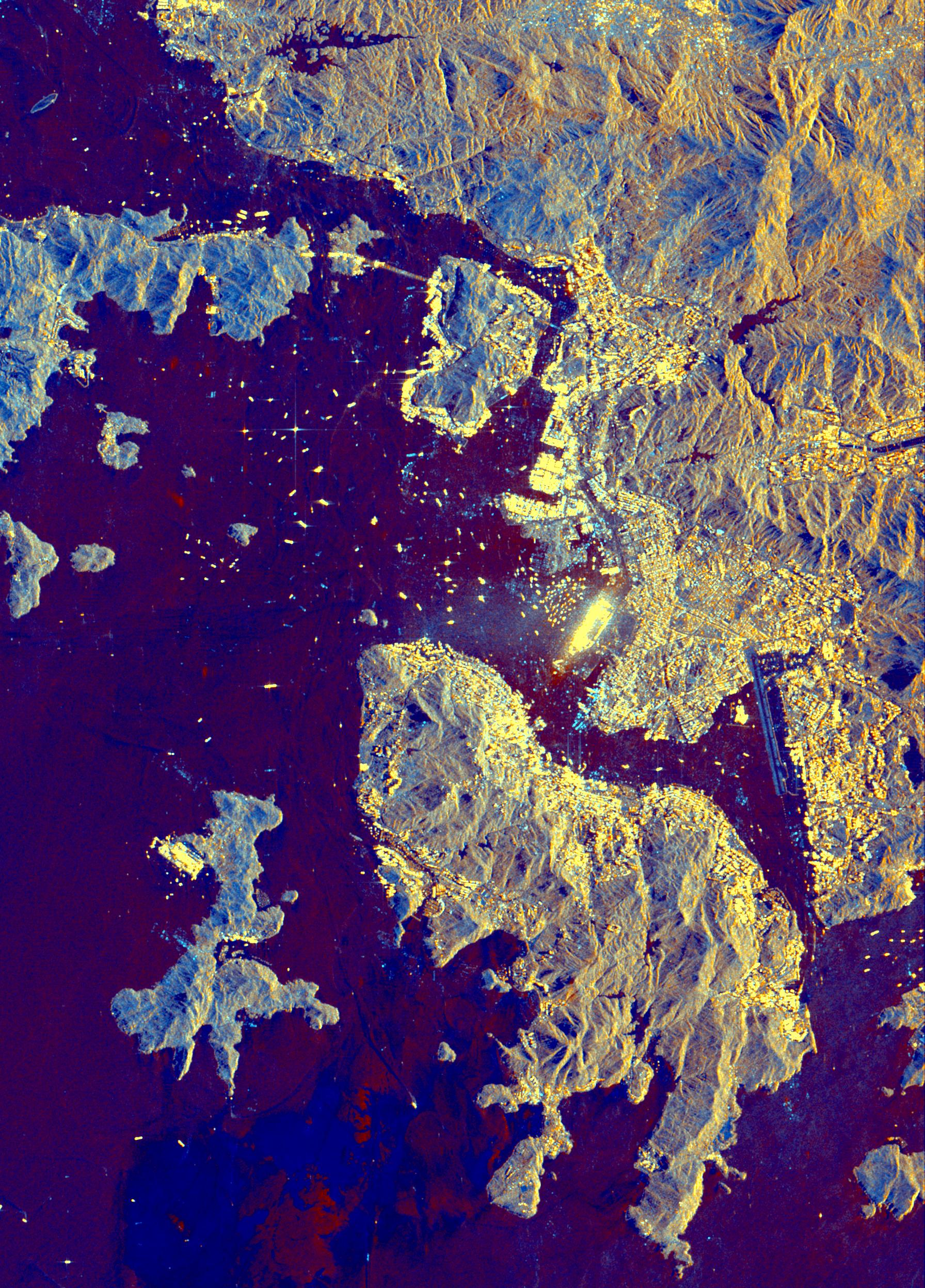
Hong Kong vue de l'espace

Hong Kong est situé au débouché du delta de la rivière des Perles (le Zhu Jiang). Depuis sa rétrocession à la Chine en 1997, le port est ainsi devenu l'avant-port de ce vaste ensemble portuaire qui comprend en amont Guangzhou (Canton, capitale du Guangdong, la plus riche des provinces chinoises), Shenzhen (ZES ouverte dans les années 80 pour développer le littoral du Guangdong en interface avec Hong Kong) et Macao (ancienne colonie portugaise situé sur la rive occidentale du delta et rétrocédée en 1999).
Le Port Victoria de Hong Kong sépare l'île de Hong Kong de la péninsule continentale de Kowloon et les Nouveaux Territoires.

## Histoire
Le port s'est développé au cours de la colonisation anglaise qui a suivi la défaite chinoise lors de la Première guerre de l'opium de 1839 à 1842. Le port est ensuite devenu l'un des 3 plus importants au monde au XXe siècle, particulièrement dans la 2e moitié du siècle dernier. Il s'agit d'un des 4 dragons asiatiques ou Nouveaux pays industrialisés (NPIA), dont la croissance s'est fondée sur l'exportation, à l'instar de Singapour, Taïwan et la Corée du Sud.
En 1997, le gouvernement britannique a rétrocédé la ville et ses territoires au gouvernement chinois. Elle est depuis devenue une RAS (Région Administrative Spéciale) de la République populaire de Chine.

## Extension
Grâce à une politique de polderisation (polders gagnés sur la mer), le port de Hong Kong s'est étendu. Il dispose désormais de 9 terminaux à conteneurs (les terminaux de Kwai Tsing, le 9e ayant été achevé en 2004)

## Trafic en 2007
Le port de Hong Kong est aujourd'hui le 9e port mondial quant au trafic total avec 245,433 millions de tonnes. Il est désormais devancé par ses rivaux chinois de développement plus récent comme Shanghai, Ningbo, Tianjin, Qingdao, Qinhuangdao et même son voisin, Guangzhou. Cependant, il reste le 2e port chinois de conteneurs grâce à ses 9 terminaux, le 3e mondial derrière Singapour et Shanghai avec 23,998 Millions d'EVPs en 2007.